# Noueilles
Noueilles település Franciaországban, Haute-Garonne megyében. Lakosainak száma 389 fő (2022. január 1.). Noueilles Pouze, Auragne, Issus és Saint-Léon községekkel határos.

## Népesség
A település népességének változása:
| Lakosok száma | 108  | 129  | 168  | 297  | 372  | 396  | 401  | 393  | 389  | 389  |
|               | 1968 | 1982 | 1990 | 2006 | 2013 | 2015 | 2017 | 2019 | 2020 | 2022 |